# Piątek, trzynastego VI: Jason żyje
Piątek, trzynastego VI: Jason żyje (ang. Friday the 13th Part VI: Jason Lives) – amerykański filmowy horror (slasher) z 1986 roku. Szósta, tym razem nakręcona w konwencji czarnej komedii, część cyklu horrorów o maniakalnym mordercy znad Crystal Lake, zapoczątkowanego w 1980 roku przez Seana S. Cunninghama.
Jason żyje odniósł zarówno sukces komercyjny, zarabiając już w pierwszy weekend wyświetlania w kinach ponad sześć milionów dolarów, jak i artystyczny, zdobywając nieznaczną przychylność krytyki. Reżyserem filmu jest Tom McLoughlin, twórca przebojowego Milczenia z 2001 roku, a także jeden ze współtwórców serialu kryminalnego Bez śladu (2002).

## Fabuła
Tommy Jarvis (Thom Mathews) wciąż nie może uporać się z traumatycznymi wspomnieniami sprzed lat. Wraz z kolegą, Allenem Hawesem (Ron Palillo), wybiera się na cmentarz, na którym pochowany jest Jason Voorhees, by wykopać jego zwłoki spod ziemi i ostatecznie przebić je metalowym ostrzem, a co za tym idzie – raz na zawsze pozbyć się prześladowcy. W trakcie realizacji planu, zrywa się burza, a uderzenie pioruna pobudza Jasona do życia. Jason morduje Allena, a Tommy ucieka z cmentarzyska. Wskrzeszony Jason rusza tymczasem w kierunku Crystal Lake, obecnie przechrzczonego na Forest Green, by siać spustoszenie. Tommy stara się przekonać władze miasta o powrocie z zaświatów Jasona, jednak przez jego ciężką przeszłość nikt mu nie wierzy. Jedyną osobą, która chce go wysłuchać, jest Megan (Jennifer Cooke), córka szeryfa Michaela Garrisa (David Kagen), która właśnie zatrudniła się jako opiekunka na kempingu dla dzieci, podobnie jak troje jej przyjaciół – Sissy (Renée Jones), Paula (Kerry Noonan) i Cort (Tom Fridley). Szeryf Garris nie jest przychylny nowej znajomości swojej córki, ponieważ popełnione w istocie przez Jasona zabójstwa przypisuje Tommy’emu.
Gdy strach sięga zenitu, a osaczeni konsolerzy i bywalcy terenów Crystal Lake zaczynają ginąć z rąk Voorheesa, Tommy realizuje swój plan. Obwiązuje wokół szyi Jasona łańcuch, którego koniec przymocowany jest do wielkiego kamienia. Kamień z kolei wrzuca do wody, by utopić psychopatę w Crystal Lake. Początkowo to nie skutkuje, lecz Megan pokonuje Jasona, najeżdżając na jego twarz pędnikiem łodzi.

### Alternatywne wątki fabularne
Pierwotna wersja scenariusza przewidywała pojawienie się w filmie postaci Eliasa Voorheesa, ojca Jasona, który dotąd osnuty był nicią tajemnicy, i który ostatecznie pozostał anonimowy, nie ukazując się w żadnym z kolejnych filmów cyklu. W innych scenach miały zostać ukazane tablica nagrobna Pameli Voorhees, znajdująca się zaraz obok grobu Jasona, oraz wizyta Eliasa Voorheesa przy grobie Jasona, który ostatecznie miał okazać się pusty. Scen nigdy nie nakręcono, lecz zostały one zawarte w nowelizacji filmu.

## Obsada

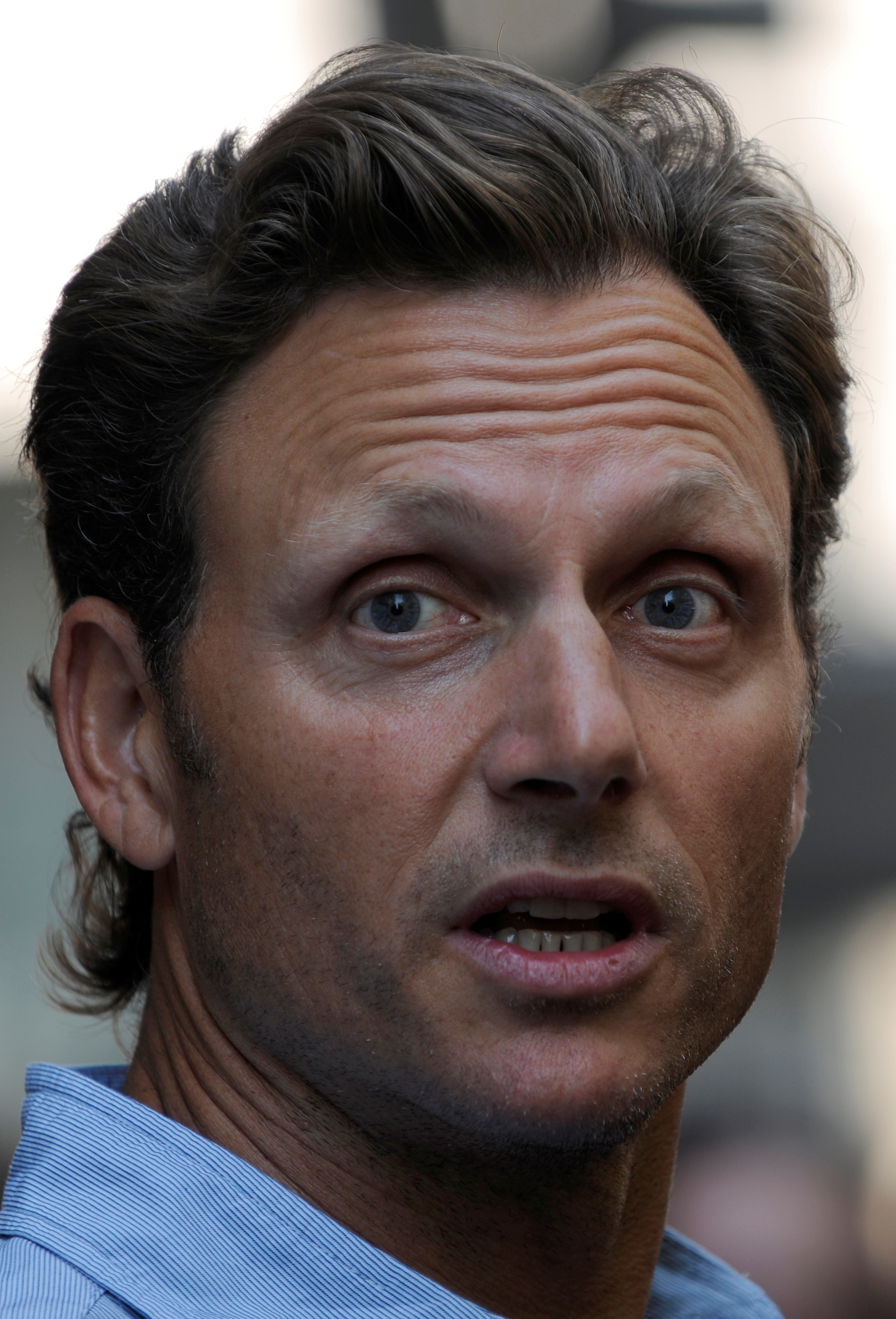
Nim Tony Goldwyn (na zdj.) zdobył nominację do nagrody Saturna za występ w melodramacie Uwierz w ducha (1990), pojawił się w niewielkiej roli w szóstej części Piątku, trzynastego. Postać Darrena była pierwszą, jaką wykreował w swojej karierze.

| Rola                          | Aktor               |
| ----------------------------- | ------------------- |
| Tommy Jarvis                  | Thom Mathews        |
| Megan Garris                  | Jennifer Cooke      |
| szeryf Michael Garris         | David Kagen         |
| Paula                         | Kerry Noonan        |
| Sissy Baker                   | Renée Jones         |
| Cort                          | Tom Fridley         |
| Jason Voorhees                | C.J. Graham         |
| Nikki                         | Darcy DeMoss        |
| zastępca szeryfa Rick Cologne | Vincent Guastaferro |
| Darren                        | Tony Goldwyn        |
| Lizbeth                       | Nancy McLoughlin    |
| Steven                        | Roger Rose          |
| Annette                       | Cynthia Kania       |
| Burt                          | Wallace Merck       |
| Allen Hawes                   | Ron Palillo         |
| Larry                         | Alan Blumenfeld     |

## Produkcja
Pierwotny podtytuł scenariusza brzmiał Jason Has Risen. Aktorzy John Shepherd i Melanie Kinnaman, którzy wystąpili w prequelu, mieli powtórzyć swoje role w kontynuacji. Shepherd zrezygnował jednak z udziału w produkcji.

## Opinie
Albert Nowicki (His Name is Death) pisał: „Z jednej strony posiada cechy klasycyzujące, stawiające film w jednym rzędzie z Ostatnim rozdziałem czy Nowym początkiem, z innej natomiast perspektywy łamie pewne utarte konwencje, okazuje się horrorem ciekawym, bo burzycielskim. To film-dyskurs, pełen autoreferencyjnych aluzji, ostrym krytykom przypominający, że nade wszystkim ma być slasher dobrą zabawą.”.

## Box Office
| Świat | US$ 19,472,057 |